# Confédération africaine des échecs
Pour les articles homonymes, voir ACU.
La Confédération africaine des échecs (en anglais : African Chess Union ou ACU) est l'organisme qui a pour but de promouvoir la pratique des échecs sur le continent africain.
Depuis 2010, le siège de l'ACU est situé à Alger. Son président est Lakhdar Mazouz.
La Confédération africaine des échecs est affiliée à la Fédération internationale des échecs.